# Під знаком Червоного Хреста
«Під знаком Червоного Хреста» («Под знаком Красного Креста») — радянський двосерійний телефільм 1987 року, знятий режисером Сергієм Сатиренком на студії «Союзтелефільм».

## Сюжет
Про допомогу співробітників Міжнародного Червоного Хреста людям у пошуках своїх родичів, які зникли під час Великої Вітчизняної війни.

## У ролях
- Наталія Андрейченко — Ніна Малишева, патронажна сестра
- Дальвін Щербаков — Михайло Платонович Малишев, чоловік Ніни
- Євгенія Ханаєва — Віра Опанасівна
- Михайло Кузнецов — Микола Степанович Карташов
- Надія Федосова — Олена Сергіївна Агафонова
- Римма Бикова — Анастасія Іванівна Ярцева
- Валерій Баринов — Едуард Карташов
- Надія Бутирцева — Карташова
- Любов Стриженова — Зінаїда Ігнатівна
- Анастасія Сатиренко — Наталка, дочка Ніни
- Наталія Ковальова — Зіна
- Галина Польских — Тетяна Василівна
- Федір Нікітін — Матвій Семенович Березанцев
- Олександра Терьохіна — Валентина Серафимівна
- Валентина Ананьїна — Тетяна Федорівна Глушкова
- Михайло Жигалов — Павло Кузьмич Фролов, директор заводу
- Валентина Воїлкова — Марина, онука Березанцева
- В'ячеслав Кутаков — Олег Васильович Анікєєв
- Валентина Колосова — співробітниця архіву
- Володимир Бурлаков — попутник-фалерист
- Тетяна Єгорова — Алевтина Григорівна Железнякова
- Микола Корноухов — Петро Сергійович
- Ніна Бєлобородова — Зоя Петрівна, старша медсестра
- Ірина Домнінська — Раїса Федорівна, секретар-референт Малишева
- Світлана Садковська — Спендярова, інструктор міськкому
- Світлана Алексєєва — медсестра
- Людмила Богомолова — Аня, дочка Анастасії Платонівни
- Андрій Данилюк — Ігор, чоловік Ані
- Тетяна Пивоварова — сусідка Ярцева
- Леонід Персіянінов — Сергій Владиславович
- Т. Романенкова — епізод
- Ю. Міхнюк — епізод
- Женя Максименко — Женя, син Ані

## Знімальна група
- Режисер-постановник — Сергій Сатиренко
- Сценаристи — Віктор Ольшанський, Йосип Ольшанський
- Оператор-постановник — Олександр Божко
- Композитор — Іраклій Габелі
- Художник-постановник — Галина Добриніна